# Партия на унгарската коалиция
Партията на унгарската коалиция (на унгарски: Magyar Koalíció Pártja; на словашки: Strana maďarskej koalície) е дясноцентристка либералноконсервативна политическа партия в Словакия, главна партия на унгарското малцинство.
Създадена е от сливането през 1998 г. на 3 унгарски етнически партии. От 1998 до 2006 г. е в управляващата правителствена коалиция.
Членува в Европейската народна партия.

## Резултати от парламентарни избори
| година | процент гласове | спечелени мандати | получени гласове | статус                      |
| ------ | --------------- | ----------------- | ---------------- | --------------------------- |
| 1998   | 9,12 %          | 15                | 306 623          | управляваща партия          |
| 2002   | 11,20 %         | 20                | 321 069          | управляваща партия          |
| 2006   | 11,68 %         | 20                | 269 111          | парламентарна опозиция      |
| 2010   | 4,33 %          | 0                 | 109 638          | извънпарламентарна опозиция |

| година | процент гласове | спечелени мандати | получени гласове |
| ------ | --------------- | ----------------- | ---------------- |
| 2004   | 13,24 %         | 2                 | 92 927           |
| 2009   | 11,33 %         | 2                 | 93 750           |